# Expedicions Auxiliadores a l'Alt Perú

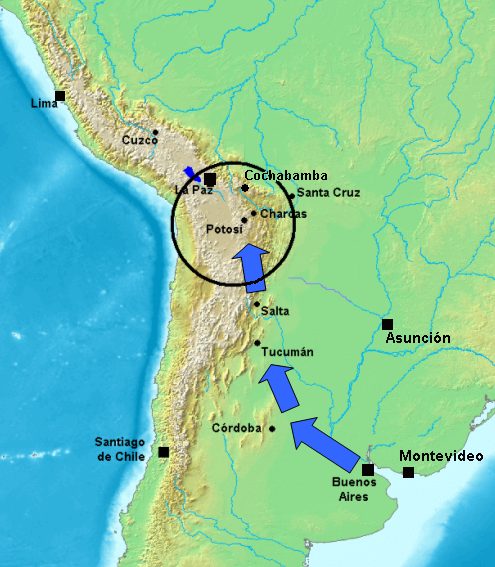
L'Alt Perú, objectiu de l'Exèrcit del Nord enviat des Buenos Aires

La Campanya a l'Alt Perú o Expedicions Auxiliadores a l'Alt Perú són quatre campanyes que l'Exèrcit del Nord de les Províncies Unides del Riu de la Plata va efectuar a l'Alt Perú, durant la Guerra de la Independència Argentina, entre el 1810 i 1816, amb l'objectiu de desallotjar l'exèrcit reialista fidel al Consell de Regència d'Espanya i les Índies i al rei Ferran VII d'Espanya.
Es va intentar també donar suport a les insurreccions i a la guerra de Republiquetes i impedir l'avanç reialista cap al nord-oest de l'actual territori de la República Argentina.
A partir del 1817 l'ofensiva dels patriotes del Riu de la Plata es va traslladar a l'Exèrcit dels Andes, comandats per José de San Martín que va concebre la idea d'arribar per mar fins a Lima, el principal bastió reialista després d'alliberar Xile.

## Primera campanya auxiliadora a l'Alt Perú

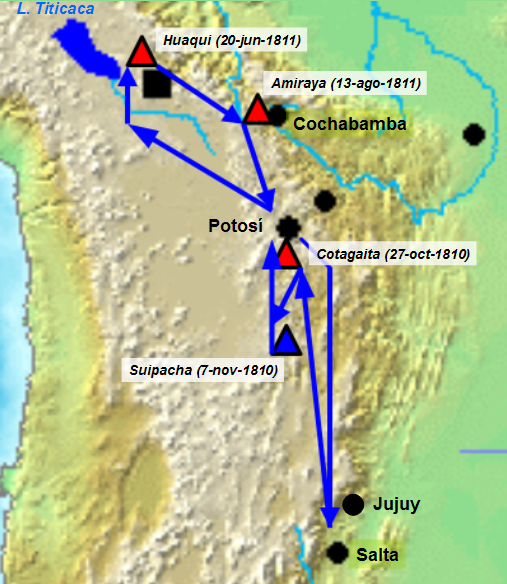
Mapa de la primera campanya a l'Alt Perú (1810-1811). Els triangles assenyalen les batalles; vermells per a les victòries realistes (Cotagaita, Huaqui i Amiraya) i blaves per a les victòries independentistes (Suipacha).

L'exèrcit del nord va tenir el seu origen en les tropes reunides pel vocal morenista Juan José Castelli per ordres donades per la Primera Junta el 14 de juny del 1810, per a combatre l'ex-virrei Santiago de Liniers, que encapçalava la Contrarevolució de Córdoba, un moviment a favor de l'antic règim a la Intendència de Córdoba del Tucumán (l'actual ciutat de Córdoba a Argentina). L'ordre de la Junta responia al compliment de l'acta de formació de la mateixa el 25 de maig del 1810, que l'obligava a enviar una expedició militar a les províncies.

### L'execució de Liniers
Es va reunir un exèrcit de 1.150 homes, que va partir de la capital de l'exvirregnat el 6 de juliol del 1810 sota el comandament del coronel Francisco Ortiz de Ocampo, secundat pel tinent coronel Antonio González Balcarce, al qual es va donar una formació precipitada de dos mesos. A semblança dels exèrcits de la revolució francesa, tots dos anaven acompanyats pel representant de la junta (comandament polític), Hipólito Vieytes i per l'auditor Feliciano Antonio Chiclana qui no va viatjar amb l'expedició i més tard va ser nomenat governador intendent de Salta del Tucumán. El comandament militar estava subjecte al polític i aquest a la Junta a través de la Secretaria de Guerra que ocupava Mariano Moreno. Vieytes portava instruccions de deixar que a cada província el poble triés diputats per incorporar-se a la Junta.
El 8 de juliol del 1810, Mariano Moreno va ordenar que els opositors a la revolució fossin enviats a Buenos Aires a mesura que fossin capturats, però el 28 de juliol va impartir una altra ordre. El 31 de juliol del 1810 els caps reialistes de Córdoba van fugir cap a l'Alt Perú al dissoldre's el seu exèrcit. Es va capturar Liniers el 6 d'agost a les serres de Córdoba, i va ser enviat a Buenos Aires en contradicció amb la ordre d'execució. El 26 d'agost va ser atrapat a Cabeza de Tigre per la nova conducció política de l'Exèrcit del Nord enviat per Moreno.
Juan José Castelli va ordenar el fusilament immediat de Liniers junt amb el governador de Córdoba del Tucumán, Juan Gutiérrez de la Concha, el tinent governador Victorio Rodríguez, Santiago Alejo de Alende i Joaquín Moreno. Castelli va graciar el bisbe Rodrigo de Orellana que va ser enviat presoner a la vila de Luján (a 70 km a l'oest de Buenos Aires). El morenista Domingo French va donar el tret de gràcia al militar francès.
Per ordre de la Junta, Antonio González Balcarce, va substituir Ortiz de Ocampo al capdavant de les tropes que van continuar el seu avanç cap al nord, mentre el primer va quedar a Santiago del Estero per a reunir milícies. Juan José Viamonte va passar a ser el segon cap de González Balcarce. En substitució de Vieytes, Juan José Castelli va ocupar el càrrec de delegat i Vernando Monteagudo el d'auditor. Domingo French i Nicolàs Rodríguez Penya integraven també el nou comitè polític.

### La insurrecció de Cochabamba
El 14 de setembre del 1810 es va produir la insurrecció de Cochabamba liderada pel coronel Francisco del Rivero, qui amb milícies de la vall de Cliza va enderrocar el governador intendent José González Prada i es va adherir a la Junta de Buenos Aires que el va proclamar cap polític i militar. El secundaven Manuel Esteban Arze i Melchor Guzmán.

### Primeres accions en l'Alt Perú
En aquestes condicions insurreccionals en què es trobava l'Alt Perú, Balcarce va iniciar la marxa amb 400 homes. Nieto havia portat tropes de Chuquisaca i Potosí a Santiago de Cotagaita, uns quatre cents quilòmetres al nord de San Salvador de Jujuy, on va fer cavar trinxeres. La primera acció armada de l'Exèrcit del Nord a l'Alt Perú va ser el Combat de Cotagaita, el 27 d'octubre. La batalla va ser desfavorable per Balcarce i el seu resultat indecís, en part per la superioritat numèrica dels espanyols. Va obligar les tropes expedicionàries a tornar al sud sense ser perseguides pels reialistes. Balcarce va refer el seu exèrcit l'endemà passat a Tupiza.
El 7 de novembre van tornar a enfrontar-se contra les mateixes tropes amb què s'havien enfrontat abans comandades pel general José de Córdoba i Rojas a la Suipacha, on l'exèrcit argentí va obtenir la seva primera victòria.
Després de la derrota, Córdoba va fugir amb les restes del seu exèrcit cap a Potosí, ciutat que el 10 de novembre es va pronunciar a favor de la revolució. Es va capturar Córdoba, Francisco de Paula Sanz i Nieto quan intentaven fugir cap al desert d'Atacama. El 13 de novembre, mentre s'acostaven les tropes de Cochabamba a Chuquisaca, el poble de la ciutat va exigir un ajuntament obert, el qual va jurar obediència a la Junta de Buenos Aires. Va enviar oficis al virrei del Perú i a Goyeneche, al qual desconeixien la seva autoritat i els instaven d'abstenir-se d'envair els límits de les Províncies Unides del Riu de la Plata.
Va entrar després l'exèrcit auxiliar a Potosí i durant el govern, Castelli va prendre mesures dràstiques que li van fer guanyar l'enemistat de gran part de les classes acomodades, com afusellar el 15 de desembre a la Plaça Major de Potosí al mariscal Vicente Nieto, governador president de la audiència de Charcas, a Francisco de Paula Sanz, intendent de Potosí i el capità de navili José de Córdoba i Rojas, després que es neguessin a jurar obediència a la Junta. En compliment de les ordres de Moreno en represàlia per a les execucions dels líders de la revolució de la Paz a 1809, els bisbes de la Paz i Goyeneche també estaven sentenciats a mort si eren capturats. Va confiscar també els béns dels espanyols. Ho feia en compliment d'ordres emanades de la Primera Junta el 12 de setembre:
| « | A la primera victòria deixarà la vostra excelència que els soldats facin estralls per difondre terror en els enemics | » |

Després de deixar Feliciano Antonio Chiclana com a governador intendent de Potosí, Castelli va arribar a Chuquisaca el 27 de desembre del 1810 acompanyat de Gonzàlez Balcarce i de 400 soldats que van ser rebuts de forma triumfal. Castelli es va fer carrec de la presidència de Charcas, que més tard va deixar al general Juan Martín de Pueyrredón.
Al final de febrer Castelli va abandonar Chuquisaca en direcció a La Paz, on va ser rebut triomfalment pel governador intendent Domingo Tristán i el dia 11 de maig va enviar cartes al virrei del Perú i a l'ajuntamede Lima. Al capdavant de la defensa reialista va quedar el brigadier arequipeny José Manuel de Goyeneche, qui amb l'autorització d'Abascal va parlamentar amb Castelli, signant amb ell un armistici per quaranta dies el 16 de maig del 1811, temps sol·licitat per l'ajuntament de Lima per esperar la resposta a un ofici enviat a la Junta de Buenos Aires. L'exèrcit realista va acampar a Zepita, a prop del Desaguadero.

### La derrota de Huaqui i la retirada de l'Alt Perú
El 20 de juny del 1811 Goyeneche va ordenar atacar l'exèrcit revolucionari el que va resultar en la batalla de Huaqui. Els 5.000 soldats patriotes i els indígenes que els reforçaven no van poder amb els 6.500 reialistes i van provocar la més dura de les seves derrotes. Com a conseqüència d'aquesta batalla, Goyeneche es va apoderar de la Paz i de Cochabamba després de la Batalla d'Amiraya (o primera batalla de Sipe Sipe) el 13 d'agost del 1811, on va ser derrotat Francisco de Rivero. Després va avançar cap a Chuquisaca. Les restes desorganitzades de l'exèrcit es van retirar precipitadamen i refugiar-se primer a Potosí, que va ser abandonada per Pueyrredón, que va portar-se els cabals, després a Jujuy i finalment a territori de Sakta, on rebrien l'auxili de Güemes i on Balcarce seria reemplaçat per Pueyrredón.
El general Eustaquio Díaz Vélez va ser enviat amb 800 soldats per Pueyrredón per donar suport a la nova insurrecció de Cochabamba en un nou intent d'avançar sobre l'Alt Perú, però van ser derrotats a Nazareno el 12 de gener del 1812. Simultàniament, el tinent coronel Martín Miguel de Güemes (segon cap de l'avantguarda) va ser enviat per Díaz Vélez a recuperar Tarija, fet que va aconseguir el 18 de gener. Després es va reunir amb Díaz Vélez a Humahuaca. Cochabamba havia estat alliberada per Esteban Arce el 29 d'octubre del 1811, que va ser rebutjat a Oruro per Socaza. Arce va aconseguir fer que és rendís a Chayanta el cap Astete. Goyeneche va ocupar després Cochabamba el 27 de maig, després que el 24 de maig Esteban Arze fos derrotat en la batalla de Quehuinyal o Pocona. Posteriorment va ser derrotat també a Mollemolle juntament amb Carlos Taboada i es va sumar a les guerrilles d'Álvarez d'Arenales.
Al març del 1812 va acabar oficialment la primera campanya de l'expedició. Pueyrredón va ser reemplaçat pel brigadier general Manuel Belgrano el dia 26. Jutjats responsables del desastre, Balcarce i Castelli van ser sotmesos a sumari. L'últim va morir abans de dictar-se la sentència, però Balcarce va ser absolt i es va reincorporar a la lluita sota el comandament de San Martín.

## Segona expedició a l'Alt Perú

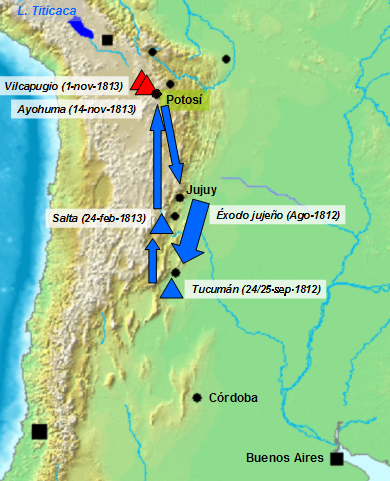
Segunda Campaña al Alto Perú (1812-1813). Els triangles assenyalen les batalles: blaves per a les victòries independentistes (Èxode Jujeny, Tucumán i Salta) i vermells per a les victòries realistes (Vilcapugio i Ayohúma).

El 1812, amb un nou comandant, Manuel Belgrano, la Junta va decidir fer una segona campanya auxiliadora a l'Alt Perú, amb un objectiu clar: Derrotar definitivament els reialistes guanyadors a Huaqui i, per tant, aixecar la moral de la població, decaiguda per l'avanç espanyol.
El 26 de març, el coronel major Belgrano va rebre de Pueyrredón el comandament a la Posta de Yatasto (Salta) i immediatament va avançar cap a Jujuy, on va establir un perímetre de defensa.
Les mesures de les ordres es feien complir rigorosament. Belgrano va dictar un bàndol disposant la pena capital per als que desobeïssin una ordre expressa o difonguessin notícies alarmants. Un dels desertors per la dura disciplina va ser l'oriental Venancio Benavídez, que es va passar a les forces de Goyeneche, que ja havien pres Cochabamba i va informar de la dura situació de l'exèrcit de Belgrano. Amb aquesta intel·ligència, Goyeneche, a qui acabava de reforçar Pío Tristán, va decidir avançar cap al sud i agafar avantatge, per a això comptava amb quatre batallons d'infanteria, 1.000 genets i 10 peces d'artilleria. Belgrano va ordenar la lleva de tots els homes hàbils i en edat, formant un cos de cavalleria irregular, però va rebre del govern central ordre de retrocedir cap a Córdoba.

### L'Èxode Jujeny i les batalles de Tucumán i Salta

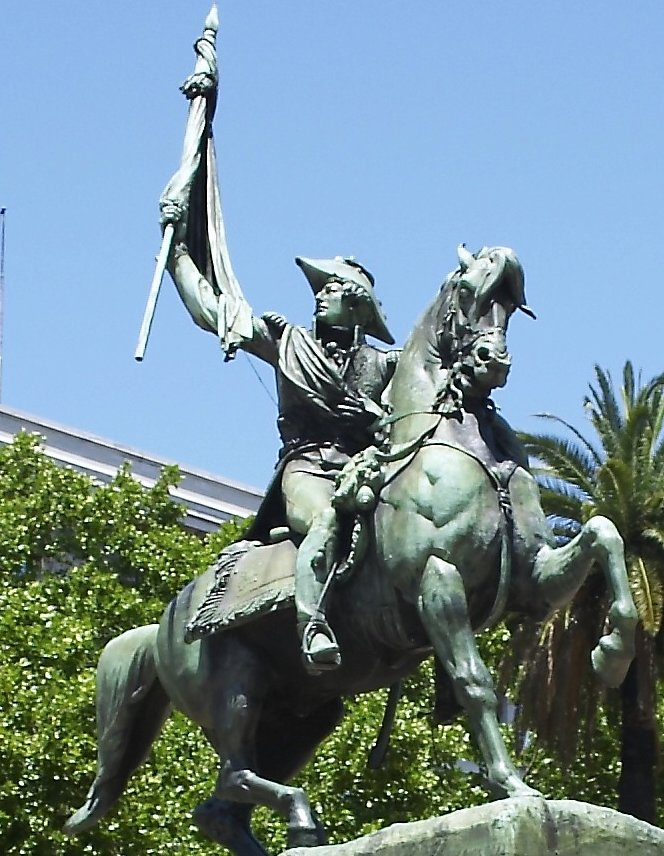
Manuel Belgrano, un dels principals líders revolucionaris, era un advocat i economista que va haver d'improvisar-se com a militar per a fer-se càrrec dels exèrcits independentistes enviats al Paraguai i a l'Alt Perú. Estàtua a la Plaça de Maig de Buenos Aires.

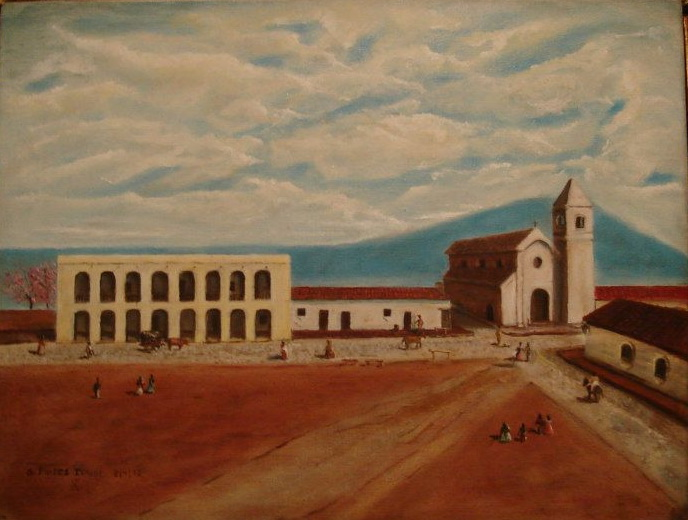
Tucumán al 1812, plaça, cabildo i Església de San Francisco. (Oli actual)

Decidit a no deixar en mans de l'enemic res que li puguès ser útil, Belgrano va organitzar durant l'agost l'anomenat Èxode Jujeny. Va ordenar a la població de replegar-se junt amb l'exèrcit i de cremar tot el que s'haguès de deixar enrere per a entrebancar i dificultar l'avenç enemic. Les forces reialistes van ocupar seguidament les ciutats de Jujuy i Salta. La retirada a contrarellotge es va produir ordenadament, amb les tropes de Díaz Vélez formant una nodrida rereguarda. El 3 de setembre hi va haver un primer contacte amb l'enemic. L'avantguarda de 500 homes havia perseguit la cavalleria irregular fins als marges del Riu Las Piedras. Aprofitant el terreny i amb ajuda d'Holmberg, Belgrano va obrir foc de la seva recentment forjada artilleria i va revertir la situació. Va capturar el coronel Agustín Huici, el cap de l'avançada enemiga. Va continuar però la seva retirada cap al Riu Blanco i després cap al Riu Pasaje (o Jurament).
Deu dies més tard, va desobeir les ordres de continuar cap a Córdoba en acampar a Tucumán, on va decidir aturar la seva retirada. El 23 de setembre Tristán va acampar a Las Tapias, prop de San Miguel de Tucumán i l'endemà va avançar sobre la ciutat. Belgrano va obtenir un triomf a la batalla de Tucumán, on la decisiva càrrega de la cavalleria ben manada li va donar la victòria. Tristán va refer el seu exèrcit i es va mantenir als afores de la ciutat, però el dia 26 va haver de retrocedir cap a Salta on havia deixat el marquès de Yavi com a governador, perseguit per Díaz Vélez.
Ben proveït i amb la moral alta, va emprendre el 12 de gener la marxa cap a Salta, on Tristán s'havia fortificat i sol·licitat reforços a Goyeneche. Un mes després, a la vora del Riu Juramento, les tropes van ser les primeres a jurar lleialtat a la Assemblea General Constituent i a la bandera recentment creada per Belgrano (actualment bandera oficial de la República Argentina). El passatge d'aquell riu, que es trobava desbordat, li va fer perdre vuit dies a l'exèrcit. L'auxili del capità Aparicio, natural de la regió, li va permetre arribar per un sender poc conegut fins al camí de Jujuy. Va arribar el 13 de febrer a la hisenda de Castañar i enfrontar-se a Tristán per la rereguarda el 20 de febrer. Belgrano va disposar l'avanç en tres columnes al comandament de Díaz Vélez, Martín Rodríguez i ell mateix. Després d'un començament poc auspiciós, la victòria dels independentistes a la batalla de Salta va ser arrasadora, i Tristán es va rendir incondicionalment. Tres mil set-cents patriotes amb dotze peces d'artilleria van aniquilar tres mil set-cents reialistes i deu peces d'artilleria. Quatre-cents vuitanta realistes van morir i cent catorze van romandre ferits, mentre que només van morir tretze patriotes i quatre-cents trenta-tres ferits. A canvi del jurament de no tornar a agafar les armes contra les Províncies Unides, Belgrano va garantir a Tristán i als seus homes la seva llibertat. Va quedar en possessió de tot el seu parc i armament, per tant la seva situació va millorar sensiblement i a més els reialistes van quedar obligats a evacuar Jujuy en deixar les armes.
El general Tacón va evacuar la seva divisió que es trobava a Jujuy camí cap a Tupiza sense complir amb el lliurament d'armes. Goyeneche es va apressar a deixar Potosí camí cap a Oruro i va sol·licitar un armistici a Belgrano, qui l'hi va concedir per quaranta dies, però sense comprometre's a no seguir avançant i ocupar Chichas. Goyeneche des d'Oruro va enviar al virrei la seva renúncia al comandament de l'exèrcit, la qual va ser admesa. En la seva substitució es va anomenar el tinent general Juan Henestrosa, que va condicionar la seva acceptació al càrrec i el virrei el va reemplaçar pel general Joaquín de la Pezuela.

### Accions a l'Alt Perú i retirada cap a Jujuy
Continuant la seva marxa cap al nord, va ocupar Potosí el 21 de juny i Vilcapugio el 27 de setembre on van esperar reforços. Belgrano va nomenar com a governador de Potosí el coronel Figueroa, de Cochabamba el coronel Álvarez d'Arenales i de Santa Cruz el coronel Warnes, com a president de Charcas va nomenar Francisco Antonio Ortiz de Ocampo. Sabent, però, que Goyeneche i l'espanyol Joaquín de la Pezuela, un militar experimentat i hàbil, comptaven amb avantatge, va negociar amb Goyeneche un armistici de quaranta dies. Tant l'Assemblea a Buenos Aires com el virrei del Perú, Fernando de Abascal, van desaprovar la mesura. Llavors, van ser atacats de forma sorprenent pels reialistes, que van anticipar-se a l'arribada de reforços a la batalla de Vilcapugio el dia 1 de novembre del 1813.
Tot i que semblava que la victòria era per als patriotes, finalment van ser derrotats i es van reagrupar a Macha on Belgrano va establir la seva caserna general i va obtenir ajuda de Francisco Ortiz de Ocampo. El president de Charcas, va partir després a Ayohuma on va arribar el 9 de novembre.
Cinc dies després va arribar l'exèrcit comandat pel general Joaquín de la Pezuela i es va lliurar-se la batalla d'Ayohúma. El combat va ser sagnant per als dos bàndols. El bàndol patriota va perdre, encara que no van ser perseguits pels reialistes per haver patit cinc cents baixes i un enorme desgast. Com a conseqüència d'aquestes derrotes, l'Alt Perú va tornar sota el control reialista i Belgrano es va retirar a Jujuy.
Al gener del 1814, a Tucumán, Manuel Belgrano va ser reemplaçat pel llavors coronel José de San Martín quedant a càrrec del regiment número 1 amb el grau de coronel, el 30 del mateix mes el govern el va separar l'Exèrcit del Nord i va viatjar a Buenos Aires, on va ser arrestat i processat, però finalment se li van reconèixer els seus mèrits i honors. San Martín, per raons de salut va renunciar quatre mesos després i va ser reemplaçat pel coronel José Rondeau.
Ignacio Warnes va aconseguir alliberar Santa Cruz de la Sierra, Warnes i Álvarez d'Arenales van continuar la resistència a l'Alt Perú però el primer va ser mort després del Combat del Pari, l'últim va aconseguir les victòries de La Florida (24 de maig de 1814) i Postrer Vall (4 de juny), però després, el 5 d'agost va ser vençut a Sumarpata. A les zones properes a la Paz va continuar actuant la Republiqueta d'Ayopaya.
Els objectius de la campanya es van aconseguir parcialment. L'exèrcit reialista no va ser derrotat, però es va poder repel·lir el seu atac i mantenir la revolució.

## Tercera Campanya Auxiliadora a l'Alt Perú

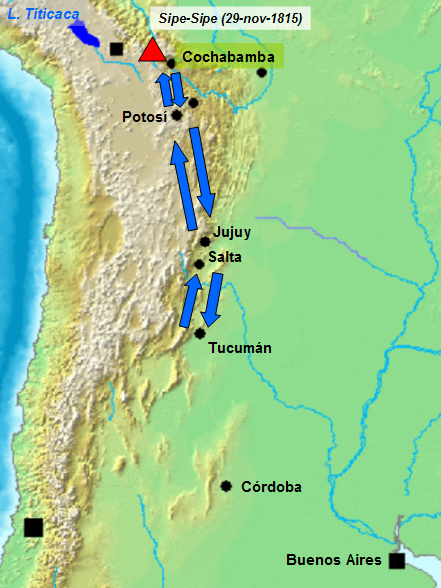
Tercera Campanya a l'Alt Perú (1815). El triangle vermell representa l'única batalla important de la mateixa, la victòria realista a) Sipe-Sipe

Després de guarir-se l'actual nord argentí durant un any, l'exèrcit del nord va rebre ordres per a una tercera campanya auxiliadora a l'Alt Perú. Els objectius d'aquesta eren ocupar tot el territori altperuà i assegurar-lo contra els reialistes i així establir la soberania de les Províncies Unides del Riu de la Plata. També, si era possible, era important avançar sobre Lima per a alliberar la capital del virregnat del Perú.

### Sublevació de les tropes i nou avenç sobre l'Alt Perú
Al moment que les tropes es preparaven per a iniciar la tercera campanya a l'Alt Perú, el general Carlos María de Alvear va ser designat com a substitut de Rondeau. Els exèrcits del Nord es van sublevar i li van comunicar a Rondeau que no acatarien més ordres que les d'Alvear i el van instar a iniciar la campanya. Rondeau en rebel·lia va ordenar l'inici de l'operació que va començar al gener del 1815. Durant els següents deu mesos hi va haver enfrontaments amb tropes reialistes, però mai de la magnitud de la campanya anterior.
El 19 de febrer es va lliurar la batalla de El Tejar. La vanguarda patriota es va avançar per a fer un reconeixements i va ser sorpresa pel total de les tropes reialistes. A l'abril següent la marxa es va aturar abans del Lloc del Marquès, ocupat pels reialistes. El general Rondeau va avançar amb cinc-cents homes i va derrotar tres-cents dels ocupants.
Continuant la marxa per l'Alt Perú, un grup de reconeixement va trobar unes companyies reialistes acampades a Venta i Mitja sota el comandament d'Olanyeta. Es va preparar una estratègia per atacar-los per sorpresa, però va fracassar i els reialistes van escapar. Va ser capturat com a presoner el coronel Martín Rodríguez juntament amb els seus subordinats. El general Joaquín de la Pezuela, a càrrec de les forces reialistes, va retirar les seves forces fins a Oruro. Va abandonar les ciutats que havien sigut ocupades per les foces de Rondeau, que es va apoderar de Potosí i Charcas, i va establir el seu quarter a Chayanta.
Martín Miguel de Güemes, enemistat amb Rondeau, va abandonar les files de l'exèrcit juntament amb els seus gautxos i es va retirar cap a Salta, enduent-se l'èquip de l'exèrcit que es trobava a Jujuy.

### Derrota de Sipe-Sipe i retir a Tucumán

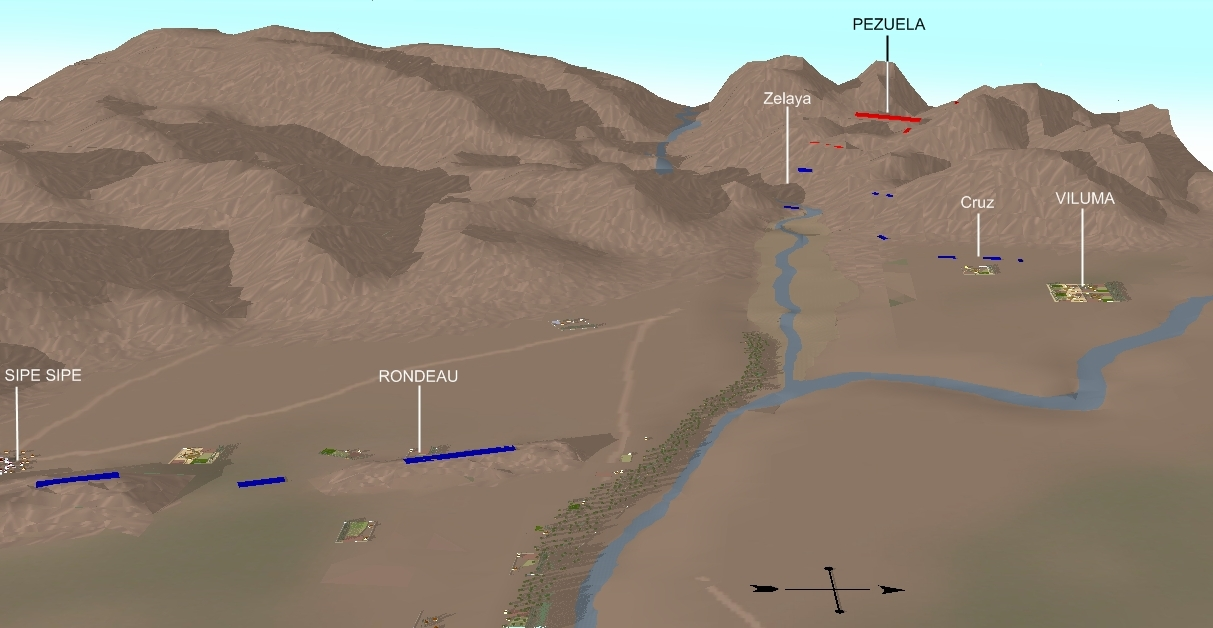
Tercera Campanya a l'Alt Perú (1815). Vista del camp de batalla de Sipe-Sipe (Viluma) i posicions abans de la baixada de l'Exèrcit Realista.

La primera i única gran batalla de la campanya es va produir el 29 de novembre del 1815. Quan l'exèrcit patriota estava al nord de Venta i Mitja, arribant a Cochabamba, es va topar amb l'exèrcit comandat pel general Pezuela a Sipe-Sipe, en la batalla que els espanyols van anomenar Batalla de Viluma.
Va resultar ser un fracàs per als patriotes. Els tres mil cinc-cents homes i les peces d'artilleria no van poder res contra els cinc mil cent homes i vint-i-tres peces d'artilleria reialistes. Van haver d'escapar amb més de mil baixes mentre que els reialistes només van tenir trenta-dos morts.
No es van aconseguir els objectius i les províncies van quedar envoltades de potencials enemics. Inglesos i francesos que podien arribar pel mar, portuguesos per l'est, i espanyols pel nord. Si s'haguès aconseguit l'Alt Perú, la pitjor amenaça, la dels reialistes, hagués acabat.
Al gener del 1816 el tinent coronel Gregorio Aráoz de Lamadrid va ser enviat al nord per a organitzar un esquadró amb les restes de Sipe Sipe, i després d'una acció indecisa el 31 de gener, al Combat de Culpina, el 2 de febrer va aconseguir en conjunt amb tropes del cabdill Camargo el triomf d'Uturango, per a després ser derrotat el 12 de febrer en una acció menor sobre el riu San Juan. Rondeau va rebre l'ordre de retirar-se a Tucumán. L'exèrcit quasi devastat, va marxar durant nou mesos passant per Potosí i Humahuaca fins a arribar a Tucumán. El 7 d'agost del 1816 a Las Trancas, Rondeau va ser substituït del seu càrrec per Manuel Belgrano. Martín Miguel de Güemes va quedar com a comandant de la frontera nord.
Belgrano va traslladar l'exèrcit fins a la ciudadela construïda per San Martin a la ciutat de Tucumán. En aquest lloc, va intentar la reconstrucció moral i material en busca d'una nova acció sobre l'Alt Perú, combinada amb les accions de San Martín.

## Últim avanç sobre l'Alt Perú i guerra gautxa
En un últim intent per alliberar l'Alt Perú, Belgrano va enviar un destacament amb l'objectiu de donar suport a la resistència a Oruro. En aquesta etapa també l'exèrcit va intervenir en lluites internes.
Una Reial Ordre del 14 d'octubre del 1815, rebuda el 10 d'abril del 1816, va manar que Pezuela assumís el càrrec de virrei del Perú i Ramírez el de president de Quito. El rei va nomenar el mariscal de camp Estanislao Sánchez Salvador com a nou general en cap de l'Exèrcit de l'Alt Perú. Aquest havia de partir d'Espanya al novembre amb un reforç de 2.000 homes. Poc després, el rei va nomenar el mariscal de camp José de la Serna en lloc de Sánchez Salvador. El 15 d'abril Ramírez va assumir provisionalment el comandament de l'exèrcit.
El 7 de setembre de la Serna va desembarcar a Arica i juntament amb el Batalló de Girona, procedent d'Espanya, va avançar cap a l'Alt Perú. El 12 d'octubre del 1816 va assumir el comandament de la Serna al arribar a Cotagaita. A mitjan novembre Ramírez va partir cap a Quito. Horroritzat per la destrucció que havia vist, de la Serna va dictar una amnistia i perdó general, va alliberar els presos polítics i va cridar al retorn dels emigrats oferint-los-hi la restitució dels seus béns que encara existissin. Va prohibir la pena de mort sense el seu consentiment i va ordenar pagar tot el que consumissin les seves tropes.
A principi de setembre seixanta homes de les milícies reioalistes de Chichas van avançar des de Talina cap a Abrapampa xocant amb una partida d'Urdininea, que els va dispersar. Els comandants Miguel Tacón (amb dos mil homes) i Francisco Javier de Aguilera (amb set-cents homes) van avançar a la recerca de Padilla en una acció combinada des Chuquisaca i Vallegrande respectivament. El 13 de setembre del 1816 es va produir la batalla de la Laguna amb la victòria reialista i la mort de Manuel Ascensio Padilla.
El 10 de desembre del 1816 Belgrano va enviar Lamadrid amb tropes de l'Exèrcit del Nord per sufocar el moviment autonomista de Santiago del Estero. Van derrotar les tropes de Juan Francisco Borges a Pitambalá. El dia 1 de gener del 1817 Borges va ser afusellat a Santo Domingo per ordre del Congrés de Tucumán. (Vegeu Revolta autonomista de Borges a Santiago del Estero).

### Invasions realistes i la Guerra Gautxa

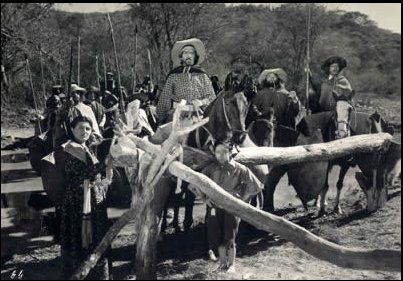
La guerra Gautxa, una reeixida pel·lícula de Lucas Demare sobre la novel·la de Leopoldo Lugones adaptada per Homero Manzi i Ulyses Petit de Murat. Estrenada al 1942

El 14 d'octubre es va produir un atac sobre Tarija per forces revolucionàries, formades per 500 homes de cavalleria i 700 d'infanteria amb un canó. L'atac va ser rebutjat pel comandant reialista Lavín i va resultar en cent morts entre els atacants.
El 15 de novembre el tinent coronel Marquès del Valle del Tojo Juan José Feliciano Alejo Fernández Campero va ser derrotat en la batalla de Yavi, i va quedar presoner amb tres cents dels seus homes. Fernández Campero (conegut com a Marquès de Yavi) era el comandant del flanc oriental de la Puna de les forces de Güemes. Havia avançat sobre Yavi amb 600 infants i un esquadró de Dracs Infernals. Davant el seu avanç, els reialistes que ocupaven Yavi (el segon regiment, un batalló de partidaris i una brigada d'artilleria), van abandonar les seves posicions i replegar-se a Moraya en suposar que era Belgrano qui avançava amb tot el seu exèrcit. Olañeta va arribar amb el primer regiment i va avançar sobre Yavi sorprenent al marquès.
El 17 de novembre de la Serna va traslladar la seva caserna general a Tupiza i hi va desplaçar part de l'exèrcit.
La ciutat de Jujuy va ser ocupada el 6 de gener del 1817 pel coronel Olañeta, però va haver de sortir d'ella per ajudar el seu segon el major Juan Guillermo de Marquiegui, qui havia perdut un terç de les seves tropes en combats amb els gautxos de Manuel Arias. El 23 de gener Olañeta i Marquiegui van entrar de nou a Jujuy i van esperar de la Serna amb el gruix de l'exèrcit. Però el seu avanç cap al sud va ser interromput per un atac per part de les partides guerrilleres comandades pel general Güemes. El 6 de febrer es va produir el Combat de San Pedrito on el tinent coronel Juan Antonio Rojas va aconseguir la victòria. Els reialistes van tenir 100 morts. El dia 1 de maig va tenir lloc el primer Combat d'Humahuaca, on el coronel Arias va aconseguir desallotjar els reialistes del poble d'Humahuaca, però en atacar la ciutat de Jujuy el 15 de maig, no van aconseguir conquerir-la. El 13 d'abril de la Serna va partir des de Jujuy camí cap a Salta, ciutat que va prendre el 15 d'abril, però el 4 de maig la va evacuar i tornar cap a Jujuy. El 21 de maig els reialistes van abandonar Jujuy, però poc després a causa de l'acció guerrillera, es van retirar fins a Humahuaca, on van arribar el 30 de juny del 1817. D'allà després van retornar a Tupiza. L'exèrcit reialista va tornar delmat pels atacs guerrillers i per falta de queviures. Olañeta, gràcies al seu esquadró gautxo de San Carlos, coneixedor del terreny, va aconseguir treure l'exèrcit cap a Tupiza.

### Últim avanç sobre l'Alt Perú
El 18 de març del 1817 van partir de San Miguel de Tucumán els quatre-cents soldats que Belgrano va encomanar al general Gregorio Aráoz de Lamadrid per a avançar fins a Oruro, distraient així l'enemic al seu front. Al territori de Tarija, se li van unir grups de montoners, entre ells els comandats per Eustaquio Méndez, José María Avilés i per Francisco Pérez de Uriondo que el van ajudar a evitar que el comandant espanyol de Tarija, Mateo Ramírez que contava amb els Granaders del Cuzco, rebès reforços. El 15 d'abril del 1817, els revolucionaris van guanyar a la batalla de la Tablada de Tolomosa i alliberar Tarija. El triomf li va significar a l'Exèrcit del Nord la captura d'abundants armes, municions, queviures. Els molts presoners es van incorporar a més de mil alt-peruans i peruans a l'exèrcit.
Lamadrid va quedar-se a Tarija fins al 5 de maig del 1817, designant com a governador de Tarija Francisco Pérez de Uriondo, i va marxar camí cap a Chuquisaca. La ciutat estava guarnida per una companyia del Batalló Centre sota el comandament del capità Juan Bautista Elío, juntament amb sis canons i quatre companyies de milicians de la ciutat. El 20 de maig Lamadrid va sorprendre i va aconseguir capturar a Yotala un esquadró al comandament del coronel Francisco López. El dia 21 va atacar la ciutat però va ser rebutjat. Chuquisaca va rebre reforços, ja que La Hera i Maruri es van traslladar des Tarabuco i arribar el dia 23. El brigadier Juan O'Reylli va arribar el 25 des Puna amb vuit-cents infants. O'Reylli va sortir de la ciutat amb un miler homes a la recerca de Lamadrid, qui es trobava a Sopachuy. El 12 de juny es va produir la batalla de Sopachuy. Gairebé sense municions, Lamadrid va abandonar els seus dos canons, va perdre tres-cents homes entre baixes i presoners i va fugir camí cap a Tarija via Pomabamba, sense ser perseguit per molt temps pels reialistes que no tenien cavalls.
En tornar de la Serna a Tupiza, va ordenar el coronel Mariano Ricafort avançar sobre Tarija, on creia que es trobava Lamadrid, però aquest ja havia aconseguit arribar a Orán. El dia 11 de juliol del 1817 Ricafort va reocupar Tarija i cometre una sèrie d'actes de venjança contra la població com ara incendiar l'ajuntament i l'Arxiu Capitular de Tarija. Pérez de Uriondo es va traslladar per resistir a Padcaya. Ricafort també va avançar sobre Las Salinas.

### Últimes invasions realistes i mort de Güemes
L'agost del 1817 el coronel Olañeta va iniciar una nova invasió amb un miler d'homes. El 15 d'agost va tenir lloc el segon combat d'Humahuaca, localitat que va ser evacuada pel coronel Arias. El 12 de setembre es va produir el Combat de Huacalera, on Arias va aconseguir capturar presoners reialistes. El 3 de gener del 1818 els reialistes es van retirar fins a Yavi i després van retornar a l'Alt Perú. Poc després Olañeta i el coronel José María Valdez van iniciar una nova invasió a Yavi amb dos mil quatre-cents homes. El 14 de gener van ocupar Jujuy, però la van evacuar el 16 de gener i es van retirar a Yavi.
A principi del 1818 de la Serna va renunciar i es va dirigir cap a Cochabamba, deixant el comandament al coronel José Canterac, qui després de pacificar Tarija i Cinti, va iniciar una nova invasió amb tres columnes al comandament d'Olañeta (va entrar per Humahuaca), Vigil (va entrar per Orán) i Valdez (va entrar pel Despoblado). El 26 de març van ocupar San Salvador de Jujuy durant només tres hores i la van evacuar i retirar-se a Yala davant el risc de quedar aïllats. Posteriorment van tornar a Tupiza.
L'1 de febrer del 1820 l'Exèrcit del Nord va rebre l'ordre d'abandonar Tucumán i dirigir-se a Buenos Aires per sufocar les revoltes autonomistes. La defensa del nord-oest va quedar a càrrec de les forces gautxes del general Güemes.
Al febrer del 1820 el brigadier general Canterac va ser substituït pel general Juan Ramírez Orozco com a comandant de les forces espanyoles a l'Alt Perú. El 8 de maig Ramírez Orozco va sortir de Tupiza al comandament d'un exèrcit de quatre mil homes i va avançar sobre Jujuy; van ocupar la ciutat el 28 de maig i la ciutat de Salta el 31 de maig i van arribar fins al riu Pasaje. El 2 de juny les forces realistes van aconseguir el triomf al Combat de Chamical (al sud-oest de la ciutat de Salta). Al Combat de Las Cañas va morir el tinent coronel Rojas, però quatre-cents reialistes van ser derrotats. El 8 de juny hi va haver una nova victòria independentista al Combat de Costa de la Pedrera (al sud-est de Salta), on les forces patriotes al comandament de Alejandro Burela van dispersar dos mil reialistes que es van retirar a Jujuy. Al Combat de Yala va ser derrotada una altra força reialista i va ser capturat el coronel Vigil. A Salt els caps reialistes van tenir coneixement que l'1 de gener del 1820 Rafael del Riego s'havia revoltat a Cabezas de San Juan (Espanya), i havia proclamat la restauració de la Constitució liberal de 1812 i a més van saber que a l'agost partiria des de Xile l'expedició alliberadora al Perú. En espera dels esdeveniments del Perú, Ramírez Orozco va ordenar després la retirada cap a Tupiza, on va arribar a mitjan juny.
El 12 de setembre del 1820 van ser rebudes en Tupiza dos reials ordres despatxades el 7 de març. Per una el rei Ferran VII ordenava la jura de la Constitució del 1812 i per l'altra ordenava una àmplia amnistia i devolució de béns a tots els detinguts per raons polítiques. A l'octubre, mentre es realitzava la jura de la Constitució liberal a l'Alt Perú, es va conèixer a Tupiza que San Martín havia desembarcat el 8 de setembre a Pisco i que Álvarez d'Arenales s'internava amb una divisió a la serra. Immediatament Ramírez Orozco juntament amb Canterac van iniciar la marxa cap al Perú amb els batallons chilotes (o Castro), Extremadura (o Imperial Alejandro) i del Centre, els esquadrons de la Guàrdia, Hússars de Ferran VII, Dracs de la Unió, partidaris i el de San Carlos. A Tupiza va romandre Olañeta al comandament dels batallons de la Unió, Partidaris i Caçadors i vuitanta homes a cavall al comandament de Juan Matorras. Els batallons del Cuzco que integraven els regiments 1 i 2, van ser repartits a les ordres dels governadors intendents i el Fort de Tarabuco va ser guarnit pel Cos d'Invàlids europeus. Al desembre Olañeta va aturar un intent de deserció als batallons Partidaris i Caçadors.
El 15 d'abril del 1821 el coronel Marquiegui va entrar a la ciutat de Jujuy i la va abandonar després. El 27 d'abril (anomenat el Dia Gran de Jujuy) va tenir lloc el combat de León (12 quilòmetres al nord de Yala), on el general José Ignacio Gorriti va aconseguir fer rendir a quatre-cents reialistes. El 7 de juny Valdez va marxar amb tres-cents soldats des de Yavi per senders i va prendre per sorpresa Salta on una de les seves partides va aconseguir ferir Güemes, que va morir el 17 de juny del 1821 a Chamical i va assumir el comandament el coronel Jorge Enrique Vidt. El 22 de juny Olañeta va prendre Jujuy i va avançar sobre Salta, on després d'un setge va signar el 14 de juliol un armistici i es va retirar a l'Alt Perú.
L'1 de gener de 1822, aprofitant que el governador intendent Francisco Huarte Jáuregui havia sortit de la ciutat dos dies abans, Casimiro Hoyos va sublevar la guarnició de tres-cents infants a Potosí i va proclamar la independència de l'Alt Perú, la qual va ser jurada a tot Potosí el dia 6. Des de Tupiza, Chuquisaca i Oruro van partir divisions reialistes cap a Potosí. El president de Charcas, Rafael Maroto, va arribar el dia 12 amb cinc-cents homes i va derrotar les forces de Hoyos. El mateix dia va arribar Olañeta amb la divisió de Tupiza i el general Álvarez amb la d'Oruro. El dia 14 Maroto va tornar amb les seves tropes a Chuquisaca, mentre Olañeta va nomenar Álvarez com a governador intendent de Potosí. Els dies 21 i 22 va fer executar vint-i-quatre persones, entre elles Hoyos i el comandant de la guarnició coronel Mariano Camargo.
Olañeta va realitzar la última incursió en terreny argentí el juny del 1822, arribant fins Volcán (40 quilòmetres al nord de Jujuy). El 6 de desembre del 1822 es va retirar del territori argentí finalitzant l'última invasió reialista. Les seves forces van romandre, però van ocupar alguns pobles fronterers, com ara Santa Victoria Oeste.

## Rebel·lió de Olañeta
Durant la rebel·lió d'Olañeta contra el virrei de la Serna, el 5 d'agost del 1824, el general Jerónimo Valdés va arribar amb el seu exèrcit a Santa Victoria (Oest), on va capturar el coronel Guillermo Marquiegui (cunyat d'Olañeta) i les trenta-una persones enviades allí per Olañeta des Livilivi, les que Valdés havia perseguit pensant que eren les tropes del propi Olañeta. Immediatament va partir camí cap a Tupiza.

## Fi de la guerra
El 4 d'agost del 1824 el governador de Salta, general Álvarez d'Arenales, va nomenar comandant general d'Avantguarda el general José María Pérez de Urdininea. Després que Sucre comuniqués a Álvarez d'Arenales el triomf d'Ayacucho i li sol·licités que es dirigís a l'Alt Perú per a atacar Olañeta pel sud, la legislatura de Salta va aprovar l'expedició i es va posar en marxa la Divisió alliberadora de Salta a principis de març del 1825, formada per 1700 homes.
Simultàniament, els montoners Eustaquio Méndez i José María de Aguirre van alliberar Tarija el 8 de març del 1825.
Malgrat les ordres terminants de no internar-se a l'Alt Perú que Álvarez d'Arenales va enviar el 17 de març a Pérez d'Urdininea, aquest va avançar amb dos-cents soldats del Regiment de Dracs de San Juan i va copar el 21 de març un destacament de dos oficials i dotze soldats a Talina. Després va sorprendre la guarnició de Tupiza el 23 de març amb un escamot de trenta soldats. El comandant Baca protegia Tupiza amb cent vint soldats que es van dispersar, vint-i-dos d'ells van ser capturats. El tinent coronel Gregorio Herrera que protegia Mojo amb seixanta-nou homes, es va passar a les forces d'Urdininea.
| « | (...) el senyor general en cap de la indicada Divisió don Juan Alvares d'Arenales li ha transmès en còpia certificada el comunicat que li va donar el Coronel comandant d'avantguarda don José Maria Peres d'Urdininea de la sorpresa executada a la nit del 23 del mateix sobre la guarnició enemiga que ocupava el Poble de Entapissa. Tot i que en aquesta operació s'han produït els avantatges que detalla el comunicat certificat que s'acompanya, el que subscriu té el sentiment d'indicar a si el Senyor Capità General encarregat de l'E N. que ella va ser verificada contra una ordre terminant del 17 del mateix mes: Per la qual es preveia a l'expressat (cap d'avantguarda, que suspengués el moviment d'aquesta, mentre s'acostava el gruix de la força expedicionaria a sostenir-la en el cas que el Gral Olañeta la carregués pel front: I és molt de témer, que aquest primer pas del coronel Urdininea, tot i que justificat amb les raons que ell representa en la seva part adjunt, sigui seguit d'altres que descobreixen clarament el caràcter d'una deserció o insubordinació oberta; (...)Carta de Álvarez d'Arenales a Buenos Aires | » |

Mentre el mariscal Sucre entrava a Potosí el 29 de març, el coronel Carlos Medinaceli amb tres-cents soldats, els dipòsits d'artilleria i el parc, es va sublevar a Cotagaita en contra d'Olañeta, enviant una comunicació a Álvarez d'Arenals per posar-se a les seves ordres. Pérez de Urdininea va rebre i transmetre la comunicació a Álvarez d'Arenales i es va posar immediatament en marxa cap a Cotagaita. En assabentar-se Olañeta, va sortir de Potosí el 28 de març, es va reunir amb la columna d'Hevia a Vitiche i amb set-cents soldats l'1 d'abril va enfrontar-se a Medinaceli al Combat del Tumusla que va culminar amb la mort d'Olañeta. Diverses fonts neguen l'existència de tal combat, argumentant que Olañeta va morir de l'únic tret que es va fer.
El 7 d'abril, el general José María Valdez es va rendir a Chequelte davant Pérez d'Urdininea, demanant ser comprès a la Capitulació d'Ayacucho, posant fi a la guerra a l'Alt Perú. Dos dies abans que Pérez d'Urdininea arribés a Cotagaita, una divisió enviada per Sucre al comandament del coronel Francisco Burdett O'Connor es va apoderar dels dipòsits d'artilleria i el parc incorporant a les seves files a Medinaceli i a les seves tropes. Pérez de Urdininea, qui s'havia autoanomenat Comandant en Cap de l'Exèrcit Alliberador de Chichas desobeint a Álvarez d'Arenales, es va incorporar a les tropes de Sucre, qui el va nomenar ministre de Guerra de Bolívia, el seu país natal, del qual va arribar a ser president en substitució de Sucre.
El mateix dia 7 d'abril Sucre va rebre un plec enviat per Álvarez d'Arenales des Mojo (prop de Tupiza), fent-li saber la comissió que li havia fet el Congrés Argentí el 8 de febrer perquè tractés amb els caps reialistes de les províncies de l'Alt Perú la fi de la guerra:
| « | (...) sobre la base que aquestes han de quedar a la mes completa llibertat perquè acordin el que mes convingui als seus interessos i govern. | » |

En conèixer-se l'ocupació de Cotagaita i la deserció de Pérez d'Urdininea amb tota la seva avantguarda, Álvarez d'Arenales va aturar la seva marxa amb la Divisió de Salta a Suipacha. Des d'allí va enviar el seu fill, el sergent major José Arenales per felicitar Sucre i sol·licitar-li la devolució de les seves tropes d'avantguarda. José Arenales va arribar a Potosí el 18 d'abril, on es va entrevistar amb Sucre. Va retornar amb la comanda que el seu pare viatgés a entrevistar-se amb Sucre. Aquest va viatjar a Potosí amb dos ajudants i juntament amb Sucre es van dirigir a Chuquisaca, des d'on va retornar a Suipacha amb les part de les tropes de la seva divisió d'avantguarda. Des d'allà va retornar a Salta amb tota la divisió expedicionària, mentre Burdett O'Connor es posicionava de l'àrea al capdavant de la Legió Peruana.
A petició dels veïns de Tarija el mariscal Sucre va enviar el coronel Burdett O'Connor, que va sortir de Tupiza al maig del 1825 acompanyat d'un ajudant i d'un servent. El 30 de maig del 1825 va desplaçar el tinent governador Felipe Echazú (nomenat pel governador de Salta Álvarez d'Arenales) i va nomenar el coronel, fins llavors reialista, Bernardo Trigo al capdavant de la vila. Burdett O'Connor va desarmar i va llicenciar dos-cents caçadors muntats que havien format part de les forces d'Olañeta, i després de romandre tres dies a la vila va retornar a Tupiza. O'Connor va realitzar aquestes accions sota les ordres rebudes de Sucre, ja que Potosí reclamava jurisdicció sobre el territori, donant inici a la Qüestió de Tarija:
| « | El coronel Francisco Burdett O'Connor s'imposarà de la present sol·licitud, es dirigirà a Tarija i s'hi troba mèrit, en ús de les facultats que té conferides, destituirà el governador nomenant un altre al seu lloc. | » |

Posteriorment Tarija va tornar a quedar sota control del govern de Salta i després de la deposició de les autoritats mentre Argentina estava en guerra contra el Brasil el 1826 va passar a ser integrada a Bolívia.